# Горграйнд
Горграйнд е метъл стил, възникнал в края на 1980-те години. Постепенно от дотогавашния Дет метъл и Грайндкор се преминава към още по-твърд саунд с гутурални вокали.

## Групи
Основни групи за стила са Last Days Of Humanity, Uterus, Gorefuck, Rompeprop, Phagocytosis, Bowel Stew, Purulent, Lymphatic Phlegm, Exulceration, Neuro-Visceral Exhumation, Eviscereecon, Anorrectal Protuberance, Fetuxion, Soldableurkthal, Negligent Collateral Collapse, Compulsive Vulvolatric Intruders, Headcrash, Sikfuk, Oxidised Razor, Sublime Cadaveric Decomposition, Squash Bowels и други. От българските — COCKLUSH, F.B.I., Human Trophies, Vomit Erection, Servant of Asmoday, Obstructed Throttle, Harborator и други.